# Stypommisa apaches
Stypommisa apaches är en tvåvingeart som beskrevs av Philip 1977. Stypommisa apaches ingår i släktet Stypommisa och familjen bromsar. Inga underarter finns listade i Catalogue of Life.